# Veneto Open 2024
Il Veneto Open 2024, sponsorizzato da Regione del Veneto, è un torneo di tennis femminile giocato sui campi in erba all'aperto. È la 3ª edizione del torneo, facente parte del WTA Challenger Tour 2024. Il torneo si gioca a Via Alcide de Gasperi al Tennis Club Gaiba di Gaiba in Italia dal 17 al 23 giugno 2024. È l'unico torneo di categoria WTA 125 che si gioca su erba.

## Partecipanti al singolare

### Teste di serie
| Nazionalità | Giocatrice             | Ranking* | Testa di serie |
| ----------- | ---------------------- | -------- | -------------- |
| Germania    | Tatjana Maria          | 56       | 1              |
| Argentina   | María Carlé            | 86       | 2              |
| Spagna      | Jéssica Bouzas Maneiro | 87       | 3              |
| Italia      | Sara Errani            | 88       | 4              |
| Messico     | Renata Zarazúa         | 97       | 5              |
| Stati Uniti | Hailey Baptiste        | 99       | 6              |
|             | Ėrika Andreeva         | 100      | 7              |
| Stati Uniti | Bernarda Pera          | 106      | 8              |

* Ranking al 10 giugno 2024.

### Altre partecipanti
Le seguenti giocatrici hanno ricevuto una wildcard per il tabellone principale:
- Sara Errani
- Giorgia Pedone
- Beatrice Ricci
- Camilla Rosatello

Le seguenti giocatrici sono entrate nel tabellone principale passando dalle qualificazioni:
- Susan Bandecchi
- Elvina Kalieva
- Varvara Lepchenko
- Alycia Parks

Le seguenti giocatrici sono entrate nel tabellone principale come lucky loser:
- Ankita Raina
- Anna Sisková

### Ritiri
Prima del torneo
- Martina Capurro Taborda → sostituita da  Natalija Stevanović
- Léolia Jeanjean → sostituita da  Carole Monnet
- Eva Lys → sostituita da  Irina Bara
- Tatjana Maria → sostituita da  Anna Sisková
- Julia Riera → sostituita da  Anca Todoni
- Valerija Savinych → sostituita da  Katarina Zavac'ka
- Rebecca Šramková → sostituita da  Lucrezia Stefanini
- Lucrezia Stefanini → sostituita da  Ankita Raina
- Viktorija Tomova → sostituita da  Gergana Topalova
- Sachia Vickery → sostituita da  Alëna Falej

## Partecipanti al doppio
| Nazione    | Giocatrice          | Nazione   | Giocatrice   | Rank* | Seed |
| ---------- | ------------------- | --------- | ------------ | ----- | ---- |
| Kazakistan | Anna Danilina       | Cina      | Xu Yifan     | 106   | 1    |
| Rep. Ceca  | Miriam Kolodziejová | Rep. Ceca | Anna Sisková | 147   | 2    |

* Ranking al 10 giugno 2024.

### Altre partecipanti
Le seguenti giocatrici hanno ricevuto una wild card per il tabellone principale:
- Anastasia Abbagnato /  Giorgia Pedone

## Campionesse

### Singolare
Alycia Parks ha sconfitto in finale  Bernarda Pera con il punteggio di 6-3, 6-1.

### Doppio
Hailey Baptiste /  Alycia Parks hanno sconfitto in finale  Miriam Kolodziejová /  Anna Sisková con il punteggio di 7-6(4), 6-2.